# Château de Vaugirard
Pour les articles homonymes, voir Vaugirard.
Le château de Vaugirard se trouve près de Champdieu dans le département de la Loire, au nord de Montbrison. 

## Description
Le château de Vaugirard est à 2,1 km au sud-est du bourg. 
Construit entre 1600 et 1610, les façades et les toitures, le portail d'entrée, la chambre dite des chevaliers au premier étage avec son décor, le cheminée de la pièce attenante sont classés au titre des monuments historiques par arrêté du 21 mai 1970. C'est un exemple type de l'architecture de plaisance du début du XVIIe siècle.
C'est une demeure privée, mais le château est ouvert au public.